# Eticónidas
Se denomina Eticónidas a los miembros de una familia noble descendientes de Eticho, que hacia la mitad del siglo VII fue uno de los primeros duques de Alsacia conocidos y que hizo hereditario el título ducal. Este linaje jugó un importante rol en la historia de Alsacia en la Alta Edad Media.
Los duques de Alsacia tenían su residencia en parte, en lugares de nueva creación como Oberehnheim y Hohenburg. Aquí fundó Eticho el monasterio en el cual Santa Odilia, su hija, vivió junto con sus religiosas. Dinastías posteriores, como por ejemplo los Habsburgo, llevaron sus orígenes hasta el duque Eticho (también conocido como Adalricus).
Las líneas individuales en la genealogía de los Eticónidas se describen así:
- Eticónidas (en el sentido más estricto), con el título de duques de Alsacia.
- Liutfriden, con el título de condes de Sundgau.
- Eberhardiner, con el título de condes de Nordgau o condes de Egisheim, Dagsburg y Metz. El miembro más conocido de esta rama es Bruno von Egisheim, que fue ungido como el papa León IX.

Los Eticónidas se extinguieron en el siglo XIII al morir el último descendiente masculino, el conde Albert II von Dagsburg-Moha, fallecido en 1212.

## Los Eticónidas y la política general
En las luchas nobiliarias después de la dimisión de Bathildis (664-667), se destaca un grupo de nobles alrededor del obispo de Leodegar de Autun, al que pertenecen el hermano de Leodegar, Gairenus/Warino y Leudesius, el hijo del mayordomo de palacio Erchonaldus/Erchynoald. El mayor oponente a este grupo es Ebroin, mayordomo de palacio de Neustria, que hacia 675 venció a Leodegar y Warino. En ocasiones Ebroin había ganado para su partido a Adalricus, que aspiraba convertirse en duque de Borgoña y Provenza, pero que finalmente falló al intentar la toma de Lyon.
Cuando los austrasianos se unieron por propia voluntad con el carolingio Pipino de Heristal contra el centralista Ebroin, Adalricus cambió de partido a tiempo. Como varios otros Grandes,    abandona al rey en las sombras Teoderico III (sostenido por Ebroin) y apoya a Childerico III, el rey austrasiano, y por extensión a Pipino. Pronto se hizo evidente que había elegido el futuro partido gobernante. Ebroin confiscó la propiedad de Adalricus en Borgoña, pero Pipino lo compensó ampliamente: después de que se conociera en 664-666 un duque en Alsacia llamado Bonifacius, sucede que unos pocos años después aparece Adalricus, o como ahora se llama, Etich(o), a quien se confía el ducado alsaciano y la titularidad de las tareas esenciales de la seguridad militar contra los alamanes independientes al este del Rin.
Así llegó Adalricus/Eticho hacia 673 a Alsacia, y sus descendientes permanecieron muchos siglos estrechamente relacionados con este país en el alto Rin. Adalricus sigue vivo en 682; después de su muerte, su hijo Adalbert le sucedió en el ducado alsaciano, y a él le siguió su hijo Liutfrid. Esta doble herencia de la oficina ducal significaba el peligro o la posibilidad, de que con el aumento de la debilidad del poder central de los reyes francos, la posición del duque de Alsacia se volviera cada vez más independiente, por lo que desde el comienzo del siglo VIII los Pipínidas deciden ponerse más enérgicos.
Tras varias campañas, el país al este del Rin es ordenado bajo el dominio de los francos (709, 710, 711, 712, 725, 730, 742/43, 745, 746). En esta comarca y también en la región del alto Rin, ya sometida por los francos, se reconoce el poder de Pipino y Carlomán. Las oleadas de donaciones hechas por los eticónidas a la abadía de Honau en 722/23 y 748, retornan probablemente al mayordomo austrasiano, que intentó suprimir la influencia de la familia ducal sobre los antiguos derechos reales. También el nuevo establecimiento de Pirminius en Murbach procuró liberarse de los reclamos del eticónida Eberhard (que fue el fundador de esta abadía), sobre derechos propios de esta iglesia, cuya concesión había dispuesto el poder central.
En 739 el duque Liutfrid es mencionado por última vez, después no se conoce ningún otro titular de la oficina ducal en Alsacia. La desaparición de este cargo a través del traspaso hereditario denota la influencia de la monarquía deslizándose lentamente hacia esta posición en 740/50, y ciertamente no es casual: se corresponde con la expansión del poder central a través de Carlos Martel y Pipino el Breve; el resto se explica por la derrota final del esfuerzo de independencia alamánico en Cannstatt en 744, y la necesidad que había de mantener un ducado en Alsacia militarizado para afrontar el peligro que previamente procedía del lado derecho del Rin.
Probablemente Pipino utiliza la muerte del duque Liutfrid para no renovar la oficina de duque de nuevo. De los hijos de Liutfrid no se sabe nada, por lo que la desaparición del ducado no implica una intervención sobre derechos esperados por determinada persona. No existen noticias acerca de un abierto desfavor de Pipino contra los descendientes de Eticho. De hecho, la familia de los Eticónidas continúa en posesión de sus propiedades alsacianas.
Durante los reinados de Pipino el Breve y Carlomagno, Alsacia se convierte sin duda en una provincia interior franca, y también aquí el reino franco es claramente el factor determinante.
Los Eticónidas ingresan en esta época en la gran política: esencialmente mantuvieron la posesión de sus propiedades. Sin embargo, en Murbach ahora se suprimen los derechos de los antiguos fundadores eticónidas, y Carlomagno une la abadía directamente a él: se llama a sí mismo abad-laico de esta antigua fundación de Eberhard. Las abadías de Honau y Ebersmünster fueron privilegiadas por el mismo gobernante. Aquí radica una tendencia a estrechar más el vínculo de estas iglesias eticónidas a la autoridad central. No se puede hablar de una oposición abierta de Carlomagno a los descendientes de Eticho. Algunos miembros puntuales de esta familia ya son designados por este monarca para cumplir servicios especiales durante su gobierno; el surgimiento de Hugo de Tours comienza ya bajo el mismo Carlomagno. Ciertamente no es coincidencia que, tras la muerte del emperador, este eticónida pueda actuar en la política general del Imperio carolingio de manera tan poderosa e influyente. La familia de Hugo es ahora la más noble del reino y la más antigua que encarna y representa la tradición imperial, pero por otro lado, sus miembros utilizan la debilidad del poder central para lanzarse a sí mismos al primer plano.
Hugo de Tours se convierte en el suegro del emperador, y el favor y la confianza de Lotario lo llevan al norte de Italia, donde una línea de sus descendientes llega hasta el siglo X. La posición distinguida de Hugo se refleja también en los matrimonios de sus dos hijas Adelais/Aelis y Bertha. Adelais se casó en primeras nupcias con el welfo Conrado, hermano de la emperatriz Judith, esposa de Luis el Piadoso y de Emma, esposa de Luis el Germánico. Bertha se convirtió en la esposa de Girard de Roussillon, que primero fue conde de París y después administrador en Borgoña (Vienne). Hugo corporizó una vez más en su figura los confines de los reinos negando la vieja unidad imperial; así se muestra ya en la próxima generación un notable achicamiento de regiones particulares.
Su hijo Liutfrid III está solamente interesado en Alsacia y el norte de Italia, sus hijas Bertha y Adelais, por otro lado, parecen haber heredado las posesiones borgoñonas de Hugo.
De esta manera la historia de los Eticónidas a partir de ahora queda cada vez más limitada al contexto de Alsacia.
Alsacia, que en 843 forma parte de Francia Media, se transmite a continuación en 870 al gobernante de Francia Oriental, Luis el Germánico, y queda a partir de ahora en la zona fronteriza entre estas dos potencias opuestas. Hasta que finalmente en 925 puede consolidarse permanentemente el nuevo poder real del Imperio oriental en este país, las fuerzas locales (sobre todo los descendientes de los Eticónidas) encuentran mucho tiempo y espacio para la expansión y profundización de sus pretensiones de dominio propio.
Así, los Eberhardiner y los Liutfriden son los poderes más fuertes en el alto Rin. Los antiguos derechos reales están ahora en gran parte en sus manos, como lo atestiguan las abadías de Lüders y Münster-Granfelden. No es de extrañar que Otón el Grande, en sus esfuerzos por hacer valer la autoridad real en el alto Rin, choque con los tres hermanos eticónidas Hugo, Eberhard IV y Guntram. En Münster-Granfelden los derechos hereditarios de los Liutfriden a la posición de abad-laico se ven seriamente comprometidos por el resurgimiento de la monarquía. En definitiva, mediante la acción conjunta del emperador Otón con el rey de Borgoña Conrado se buscó revertir la discrecionalidad concedida en carácter de beneficium y revocar el poder autocrático del conde sobre la propiedad del monasterio, invocando al hijo de Liutfrid V al palacio real (Königspfalz) y obligándole al abandono de todos sus derechos en este establecimiento. En la abadía de Lüders Otón I se involucra directamente y toma de los hermanos Eberhard y Hugo los derechos usurpados. Su hermano Guntram es llevado a un proceso abierto por Otón I y los bienes correspondientes a su dignidad le son confiscados.
De la mano de este evidente traspié de los Eticónidas en el alto Rin, los gobernantes favorecen ahora a otros nobles. En 953 el Nordgau alsaciano está bajo el conde Eberhard IV. En el sur, Otón ahora se apoya principalmente en la casa real de Borgoña, a la que está estrechamente vinculado por matrimonio con Adelheid. En 967 adjudicó de manera legítima al rey Conrado de Borgoña la abadía de Münster-Granfelden. Asimismo el duque Hermann II de Suabia, yerno de Conrado de Borgoña, recibió de los Otónidas derechos asignados en Alsacia.
Sin embargo, incluso después de consolidarse la profunda intervención de Otón I, la posición de los Eticónidas resurgió de nuevo con relativa rapidez. Ya en 973 ambos condados en Alsacia se encuentran en manos de nobles de estirpe eticónida.
Una vez más debe intervenir el rey Enrique II contra los deseos de usurpación del conde eticónida Eberhard V contra la abadía de Lüders. Finalmente, se detiene de repente y definitivamente el nombre de los Liutfriden de la lista de los condes del Sundgau, ya que con la muerte de Liutfrid VII desaparece el último descendiente masculino de Hugo de Tours hacia el año 1000.
A través del estrecho parentesco con Conrado II, la familia de los condes alsacianos del Nordgau gana nuevo prestigio. El conde Hugo IV, quien como consanguineus de Conrado se ganó el odio de Ernest II, duque de Suabia, que hacia 1027 irrumpió en Alsacia y destruyó sus castella, será el representante y defensor de los intereses del poder real.
La relación con el gobierno central llegó durante la Querella de las Investiduras a un enturbiamiento decisivo. Los condes de Egisheim se pasan ahora con claridad al partido de la reforma y la oposición a la Dinastía salia. Decididos, se consolidan como la Casa nobiliaria local más poderosa (su poder se refleja en la posesión de los Vogteien eclesiásticos de Erstein, Altdorf, Lüders, Neuweiler, Heilig-Kreuz, Étival, Pairis) y se defienden contra el Statthalter (regidor) de la Dinastía salia en Alsacia. Pero el duque Federico, el padre de Barbarossa, se afirma aquí claramente; de ahora en adelante el duque de Suabia es de nuevo duque de Alsacia. Cuando el peso de los Hohenstaufen se torna más opresivo, los condes de Dagsburg preservan intacta su propia voluntad. En la crisis por la disputa del trono imperial, a partir de 1197 hasta se materializa una gran coalición anti-Staufen entre los condes de Dagsburg y los Zähringen de la orilla derecha del Rin.
Solo indirectamente siguen viviendo nombres y relaciones de sangre de la Casa alsaciana después de la muerte sin hijos de Hugo V, strenuus de Dasborc, en 1089.
La hija del conde Gerhard von Egisheim, Helwigis comitissa, se casa con Gerhard von Lothringen, conde de Vaudémont, y transmite la herencia de Egisheim a la Casa de Vaudémont-Egisheim a través de su hijo Hugo. Falken von Dagsburg fue el nombre de los últimos condes de Dagsburg. En 1212 expira definitivamente el último descendiente masculino de esta familia, Albert II, cuyos hijos ya habían fallecido y su única hija sobreviviente, Gertrud, le siguió en 1225, sin descendencia. Así, en el siglo XIII la vieja Casa de Alsacia se extingue definitivamente, después de que representara por alrededor de cinco siglos una de las fuerzas políticas más fuertes en el alto Rin. Sin embargo, los Habsburgo, cuya sangre probablemente sea eticónida, se alzan con la monarquía alemana después de la caída de los Staufen.

## Poder y propiedades familiares de los Eticónidas
La gran riqueza de bienes inmuebles de la familia ha aparecido en su generosidad hacia la iglesia. Se conocen 55 localidades en las cuales los Eticónidas poseían propiedades en el siglo VIII, incluyendo las 28 de la gran donación del conde Eberhard a favor de la abadía de Murbach:
1. Altheim (pueblo desaparecido situado al lado de Zellenberg), como posesión, Altheim;
2. Balschwiller, como posesión, Baltowiler;
3. Bergheim, como posesión, Perehhaim;
4. Blotzheim, como posesión, Flobotesheim;
5. Delémont, como posesión, Delemonte;
6. Delle, como posesión, Datica cum basilica, ubi S. Desiderius in corpore quiescit (con la basílica donde reposan los restos de Desiderius de Rennes);
7. Dessenheim, como posesión, Deosesheim;
8. Ellenweiler (pueblo desaparecido situado al lado de Ribeauvillé), como posesión, Hilloneviller;
9. Estrasburgo, como posesión, seu ad Strazburgum Illam vici Hyppeneshaim
10. Gildwiller, como posesión, Gyldulfoviler;
11. Gueberschwihr, como posesión, Waranangus qui dicitur Villare Eberhardo (este nombre denota un interés particular del conde Eberhard por este dominio, que fue quizás una de sus residencias);
12. Gundolsheim, como posesión, Cundolteshaim;
13. Heiwiller, como posesión, in ducatu Alsacensi seu in pago Troningorum et in pago Alsegaugensi loca indominicata nuncupantes Heimonewiller;
14. Hindlingen, como posesión, Chuntilingas;
15. Hirtzfelden, como posesión, Hirzfeld;
16. Hipsheim, como posesión, Hyppeneshaim;
17. Holtzwihr, como posesión, Lilenselida;
18. Huttenheim, como posesión, Hittenhaim;
19. Kinzingen (pueblo desaparecido situado entre Dornach y Didenheim, suburbios de Mülhausen), como posesión, Chinzicha;
20. Leymen, como posesión, Leimone;
21. Localidad no identificada, como posesión, Pereprangiis;
22. Loffcia (el río llamado Lauch, que nace en el valle de Guebwiller, fluye al este de Gundolsheim), como posesión, Loffcia;
23. Lutterbach, como posesión, Luterbach;
24. Morschwiller-le-Bas, como posesión, Mauroviller cum appendiciis suis in Luterbach;
25. Orschwihr, como posesión, Otalesviller;
26. Sélestat, como posesión, Selatstat;
27. Wattwiller, como posesión, Watoneviler cum basilicis ad ipsa loca adspicientibus (con todos sus anexos y especialmente las iglesias con todo lo que les pertenecía);
28. Wickerschwihr, como posesión, Wicherebint.

La pertenencia a esta familia de toda una serie de personajes conocidos gracias a la genealogía documentada por cartas y diplomas, hace posible agrandar la lista de bienes de los Eticónidas con 21 unidades, a saber:
1. Bappenheim, Papanhaime;[2]
2. Batzendorf, Batsinagmi;[3]
3. Blienschwiller, Bodolesvillare sive Pleanungovillare (el pueblo de Bodol, hijo del conde Hugo, nieto del duque Eticho);[4]
4. Diersheim, Teorasheim;[5]
5. Duntzenheim, Tunteshaime;[3]
6. Elberswiller, (pueblo desaparecido situado cerca de Balbronn), Elpherwilere;[6]
7. Gambsheim, Joahbagine;[7]
8. Heidolsheim, Hodulfeshaim;[8]
9. Ingenheim, Inginhaime;[3]
10. Jeringheim (pueblo cuyo territorio actualmente forma parte de la ciudad de Kehl), Eorogohaim;[9]
11. Kientzheim, Choneshaim;[10]
12. Kilstett, Gwillisteti;[11]
13. Localidad no identificada, Patenhaime (probablemente cerca de otros pueblos mencionados);[3]
14. Localidad no identificada, Schaigitisagmi (sería el pueblo extinto de Isenheim en el territorio de la ciudad de Ingenheim);[3]
15. Lupstein, Lupfinstagni;[12]
16. Nieffern, (pueblo incluido en la ciudad de Berstett), Nuzwert;[13]
17. Ostheim, Osthaim;[14]
18. Saasenheim, Saxinhaime;[3]
19. Sigolsheim, Rigoltesberg;[10]
20. Wasselonne, Wazzeleneheim;[15]
21. Wundratzheim, (pueblo desaparecido situado cerca de Lupstein), Uuldromodihaime.[3]

La constitución de una parte de esta fortuna es de origen privado: Liutfrid y Eberhard compraron los bienes. Pero parece cierto que han adquirido otra parte gracias a su poder y su posición. El dominio completo de las tierras era enormemente facilitado por el hecho de que la gestión de los bienes del fisco real era confiada al duque o a un miembro de su familia. Se cuenta entre estos bienes la isla de Honau porque los cursos navegables, incluidos las islas formadas en los mismos, eran considerados como reales. En cuanto al sitio donde se erigió la abadía de Murbach, que Eberhard decía que era su alodio, hay que señalar que los lugares desiertos tenían la reputación de pertenecer al fisco real, y que en virtud de este derecho, los descendientes de Clodoveo habían dispuesto de los Vosgos a su conveniencia. Conociendo que los Grandes de la época carolingia tenían la costumbre de enriquecerse mediante la opresión de los más débiles que ellos, es posible que esto sucediera ya bajo el gobierno de los últimos Merovingios, y la descripción del viaje del duque Eticho, el padre del duque Adalbert, al Sornegau, fundamenta esta idea: bajo el pretexto de que los habitantes del Sornegau eran rebeldes a su autoridad, el feroz Eticho sometió a esta región a sangre y fuego con la ayuda de guerreros alamanes.

## Lista de la estirpe

### Eticónidas
1. Liuthericus, maior domus de Childerico II
  1. Eticho/Adalricus; († después de 683); duque de Alsacia (673/675-después de 683); ∞ Berswinda
    1. Adalbert († antes del 11 de diciembre de 723); duque de Alsacia (683-722/723); ∞ I Ingina/Gerlindis; ∞ II Bathildis
      1. Liutfrid († después de 739); duque de Alsacia (722-739); ∞ I Hiltrud; ∞ II Theutila
      2. Eberhard († 747 en la abadía de Murbach); conde y domesticus; ∞ Hemeletrudis
        1. Anifridus

      3. Maso; conde
      4. Attala (* hacia 690; † 741); primera abadesa de Stephanskirche (Église Saint-Étienne) en Estrasburgo
      5. Eugenia († 735); abadesa de Hohenburg
      6. Gundlinda / Gerlinda († 720); abadesa de Niedermünster
      7. Liutgardis
      8. Savina

    2. Odilia; primera abadesa de Hohenburg
    3. Batticho († antes de 723)
      1. Boro († después de 748); conde 723
        1. Adalbert II
        2. Choros (Chroso)
          1. Adalbert III

    4. Hugo I († antes de 747); conde
      1. Bodol; conde.
        1. Gerhan († antes de 747)
        2. Adala; abadesa de Eschau
        3. Ruchuina

      2. Bleon († antes de 748); conde
        1. Hugo III

    5. Eticho/Haicho I; conde; ∞ Ganna
      1. Hugo II
        1. Haicho II

      2. Albericus
        1. Hugbert
        2. Eberhard
        3. Horbert
        4. Thetibald

### Liutfriden

#### Condes de Sundgau
Haicho, conde, biznieto de Eticho
1. [18] Hugo († 20 de octubre de 837); llamado timidus, hasta 828 conde de Tours, luego ducis de Locate, 811 Vogt de Saint-Julien d'Auxerre, enterrado en Monza; ∞ Ava († 4 de septiembre de 839)
  1. Ermengardis/Irmingard († 20 de marzo de 851); fundadora en 849 de la abadía de Erstein, también enterrada allí; ∞ 821, Lotario I, emperador de Francia Media († 29 septiembre de 855 en Prüm; Dinastía carolingia)
  2. Adelais/Aelis († después de 866); ∞ I Conrado I († después de 862, conde de Auxerre; Dinastía Welf); ∞ II A comienzos de 864, Roberto I († 866; conde en Wormsgau, conde de Tours y conde de París; Dinastía Robertina)
  3. Bertha; ∞ Girard de Roussillon (conde de París; Dinastía Gerhardiner)
  4. Hugo († antes de 25 enero de 835); enterrado en Sant'Ambrogio en Milán
  5. Liutfrid III († 865/866); illustris comes, señor de Monza, 849 abad laico de Münster-Granfelden
    1. Hugo II; conde de Sundgau, 866/869 abad laico de Münster-Granfelden
    2. Liutfrid IV (testimonio en 876/902); illustris comes, 879 señor de Monza, conde de Sundgau, 884 abad laico de Münster-Granfelden
      1. Hunfried (testimonio en 902)
      2. Hugo (testimonio en 902)
      3. Liutfrid V (testimonio en 902)
        1. Liutfrid VI; hasta 968 abad laico de Münster-Granfelden, probablemente 973/974 conde en Alsacia
          1. Liutfrid VII; 986 conde de Sundgau

      4. Adelais; monja en Brescia

    3. Ava ∞ Unruoch († 874, duque del Friul; Dinastía Unruochinger)[19]

### Eberhardiner

#### Condes de Nordgau
1. Eberhard III; probablemente un tataranieto de Batticho, Hugo o Haicho; 888 conde de Nordgau, 891 conde en el Alto Aargau, abad laico de Sankt Felix und Regula en Zürich, 898 abad laico de Münster im Gregoriental; ∞ Adelinda
  1. Hugo III († 940 como monje en la abadía de Lüders); 910 conde de Nordgau; ∞ Hildegard von Pfirt
    1. Eberhard IV († 972/73); conde de Nordgau; ∞ Liutgardis (testimonio en 960; viuda del conde Adalbert von Metz, hija de Wigerich (III) Graf im Bidgau y su esposa Kunigunde von Lothringen)
      1. Hugo V, llamado raucus († 984); conde de Nordgau 951
        1. Eberhard V; conde de Nordgau 986/1016; ∞ Berta
        2. Gerhard
        3. Matfried
        4. Hugo VI; conde de Nordgau y Egisheim; ∞ Heilwig von Dagsburg († 1046; hija de Ludwig)→ Ver Condes de Egisheim-Dagsburg

    2. Hugo IV, conde de Egisheim
    3. Guntram, el Rico († 970); posiblemente el progenitor de la Casa de Habsburgo
    4. Adela († 961); ∞ Reginar III, conde de Hennegau

#### Condes de Egisheim-Dagsburg
1. Hugo VI; conde en Nordgau y Egisheim; ∞ Heilwig von Dagsburg († 1046); hija del conde Ludwig von Dagsburg
  1. Gerhard I († 1038); conde de Egisheim; ∞ Kuniza (testimonio en 1038); sobrina de Rodolfo III, Rey de Borgoña, Dinastía Welf
  2. Hugo VII († 1048/1049); conde de Dagsburg; ∞ Mechtild
    1. Heinrich I († 28 de junio probablemente de 1065); testimonio en 1049; conde de Egisheim-Dagsburg; ∞ NN von Moha (hija del conde Albert von Moha)
      1. Gerhard II; 1065 conde en Nordgau, 1098 conde de Egisheim; ∞ Richarda (fundadora en 1057 de la Abadía de Ölenberg, testimonio en 1098)
        1. Helwidis († 29 de enero antes de 1126); 1118 heredera de Egisheim, enterrada en Belval; ∞ hacia 1080, Gerhard von Lothringen († 1108), 1073 conde de Vaudémont, testimonio en 1070; Dinastía Châtenois

      2. Hugo VIII von Egisheim (asesinado el 4/5 de septiembre de 1089); 1074 conde de Dagsburg; ∞ Mathilde von Mömpelgard († 1092/1105); hija del conde Ludwig von Mousson und Bar, probablemente conde en Scarponnois, Dinastía de Scarponnois
      3. Albert I von Egisheim († 24 de agosto de 1098); 1089 conde de Dagsburg, 1096 conde de Moha; ∞ I Hedwig; ∞ II en Longwy, Ermesinde, condesa de Luxemburgo († 1141), hija del conde Konrad I, Dinastía de las Ardenas (Wigerich); casada en segundas nupcias hacia 1109 con Gottfried, conde de Namur
        1. (II) (Heinrich-)Hugo IX; 1103 conde de Dagsburg, testimonios en 1130/1137; ∞ Gertrud (probablemente de Looz; testimonio en 1153)
          1. (Heinrich-)Hugo X, conde de Dagsburg y Metz, testimonios en 1137/1178; ∞ 1143 Lutgardis von Sulzbach († después de 1163; hija de Berengar I von Sulzbach; viuda de Gottfried II, duque de Lorena y conde de Löwen, Dinastía de Reginar)
            1. Hugo; testimonios en 1163/73
            2. Albert II († 1212); 1175 conde de Dagsburg, testimonio en 1163; ∞ Gertrud von Baden († antes de 30 de marzo de 1225; hija de Hermann IV, Margrave de Baden, Dinastía de Zähringen)
              1. Heinrich († 1202 tras un torneo de caballería, en Andenne)
              2. Wilhelm († 1202 tras un torneo de caballería, en Andenne)
              3. Gertrud (* 1205/06; † antes de 19 de marzo de 1225); ∞ I Fines de 1215, Teobaldo I (1213 duque de Lorena, 1216 conde de Dagsburg y Metz; † 17 de febrero o 24 de marzo de 1220, Dinastía de Matfriede); ∞ II Mediados de mayo de 1220, murió, Teobaldo, el Grande (conde de Champaña, 1234 Rey de Navarra; † 8 de agosto de 1253; Dinastía de Blois); ∞ III 1224 antes de septiembre con Simon von Leiningen (1234 conde de Dagsburg; † probablemente 1234/36; Casa de Leiningen)

            3. Luitgard; ∞ Theoderich I (conde de Are y Hochstaden, testimonios en 1152/95; † antes de 22 de enero de 1197)
            4. Gertrud; ∞ Ludwig I (conde de Saarwerden, testimonios en 1165/1200)

          2. Petronilla; testimonio en 1157; ∞ Liébaud I de Beaufremont (testimonios en 1110/57)
          3.  ? Clementia († antes de 1169); ∞ Heinrich I, conde de Salm (1135 Vogt von Senones; testimonios en 1130/70; Dinastía de Salm (Wigerich))

        2. (II) Mechtild († después de 1157); ∞ Folmar V (conde de Metz y conde de Homburg, testimonio en 1108; † 1145, enterrado en la Abadía de Beaupré)

      4. Bruno († 1102); archidiácono de Toul

    2. Gerberga/Serberga; abadesa de Hesse

  3. Bruno (* 21 de abril de 1002; † 19 de abril de 1054 en Roma); obispo de Toul (1027-1051), Papa León IX (1049-1054)
  4. Adelheid; ∞ Adalbert I, conde de Calw, conde en Ufgau (mencionado en 1046/1049)
  5. Gertrud († 21 de julio de 1077); ∞ Liudolf, margrave de Friesland († 23 de abril de 1038); Dinastía Brunonen
  6. Hildegard; ∞ Richwin, Graf im Scarponnois; su hijo, Ludwig von Mousson-Mömpelgard es el progenitor de los condes de Mousson, Bar, Mömpelgard, Pfirt, Lützelburg.
  7. Hija; ∞ Otto II, conde palatino de Lorena, 1045 duque de Suabia († 1047 en Tomburg); Dinastía Ezzonen
  8. Gepa; abadesa de Sankt Quirin, en Neuss (hacia 1050)